# Раково (област Сливен)
Вижте пояснителната страница за други значения на Раково.
Рàково е село в Югоизточна България. То се намира в община Сливен, област Сливен.

## География
Намира се в северния склон на Източна Стара планина зад връх Българка, на 26 км от град Сливен. Наблизо се намира местността Даулите, където има изградена ски писта. През селото тече река Луда Камчия в своето горно течение.

## История
През 17 век селото е носило името Ракува. През 1878 е преименувано на Раково. Заради богатия си лов на раци.
От Раково, както се разбира и от името му, произхожда родът на революционера Георги Стойков Раковски. (ударението във фамилията му е на а-то: Рáковски)

## Религии
Населението на селото е източноправославно. Има изградена през 19 век църква „Св. св. Петър и Павел“, която е основно ремонтирана около 1996 г.

## Редовни събития
Съборът на селото е на Петровден по стар стил.

## Личности
- Васил Василев (р. 1931), български офицер, генерал-лейтенант